# بیگرهورن
بیگرهورن (به لاتین: Bigerhorn) یک کوه در سوئیس است که در کانتون وله واقع شده‌است. بیگرهورن ۳٬۶۲۶ متر بالاتر از سطح دریا واقع شده‌است.